# Alyson Michalka
Alyson Renae « Aly » Michalka, née le 25 mars 1989 à Torrance en Californie, est une actrice, auteure-compositrice-interprète, mannequin et musicienne américaine. Elle est surtout connue pour faire partie du groupe Aly & AJ avec sa sœur, Amanda Michalka, depuis 2004.

## Biographie
Née à Torrance, en Californie, Alyson a grandi à Seattle, dans l'État de Washington. Son père, Mark, gère une entreprise et sa mère, Carrie, est musicienne,. Alyson a une sœur cadette, Amanda, qui est également chanteuse et actrice. Elle a des origines allemandes, anglaises, irlandaises et écossaises. Alyson et sa sœur ont grandi dans le christianisme,.

## Carrière

### Débuts précoces chez Disney (années 2000)

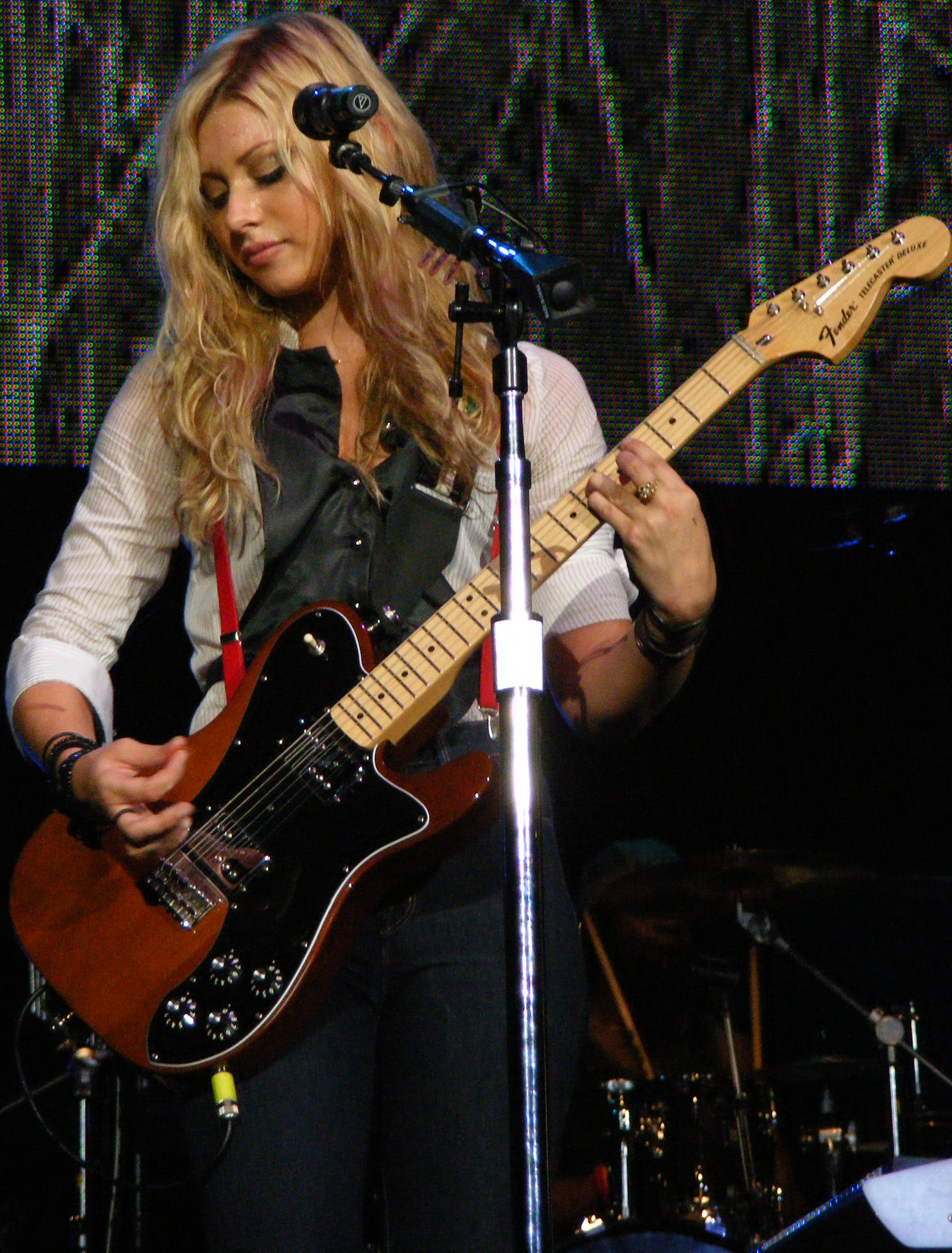
L'artiste en concert en août 2007.

Alyson a fait ses débuts en tant qu'actrice en 2004, à l'âge de 15 ans, en jouant le rôle de Keely Teslow dans la série pour pré-adolescents Phil du futur. 
En 2004, alors âgées de 13 et 15 ans, Alyson et sa sœur Amanda créent le groupe pop rock, Aly & AJ. Ensemble, elles ont sorti deux albums : Into the Rush (sorti le 16 août 2005) et Insomniatic (sorti le 10 juillet 2007). 
Phil du futur se termine en 2006, au bout de 46 épisodes. Par la suite, elle joue dans le téléfilm Les Sœurs Callum, un Disney Channel Original Movie, aux côtés de sa sœur Amanda et de l'acteur Michael Trevino.
En 2009, elle tente de passer au cinéma en partageant l'affiche de la comédie musicale pour adolescents College Rock Stars avec Vanessa Hudgens.
En 2010, elle fait partie du casting entourant Emma Stone dans la comédie indépendante Easy Girl. L'actrice y donne aussi la réplique à Amanda Bynes, Penn Badgley et Cam Gigandet. Puis en 2011, elle tente de passer au thriller, en secondant Leighton Meester et Minka Kelly, têtes d'affiche du thriller The Roommate.
Alors qu'elles devaient sortir un nouvel album en début d'année 2010, Alyson et Amanda ont rompu leur contrat avec Hollywood Records.

### Diversification (années 2010)
C'est comme actrice, à la télévision, qu'elle fait son retour : en avril 2010, elle est propulsée héroïne de sa propre série dramatique, Hellcats, aux côtés d'Ashley Tisdale. La série est diffusée sur la chaîne The CW seulement du 8 septembre 2010 au 17 mai 2011. Au bout d'une saison complète, la série a été annulée par la chaîne du fait d'un faible taux d'audience.
Elle se replie alors sur la musique : en 2012, elle retrouve sa sœur pour former un nouveau groupe nommé 78violet. Elles travaillent sur leur troisième album depuis 2010, avec une sortie prévue pour la fin d'année 2014. En juillet 2013, elles sortent un premier single, intitulé Hothouse. 
Comme actrice, elle enchaîne les apparitions dans quelques séries et films indépendants. Entre 2013 et 2014, elle tient ainsi un rôle récurrent dans la célèbre sitcom, Mon oncle Charlie. L'année 2014 est marquée par la sortie du drame indépendant Sequoia, dont elle partage l'affiche avec Dustin Milligan. 

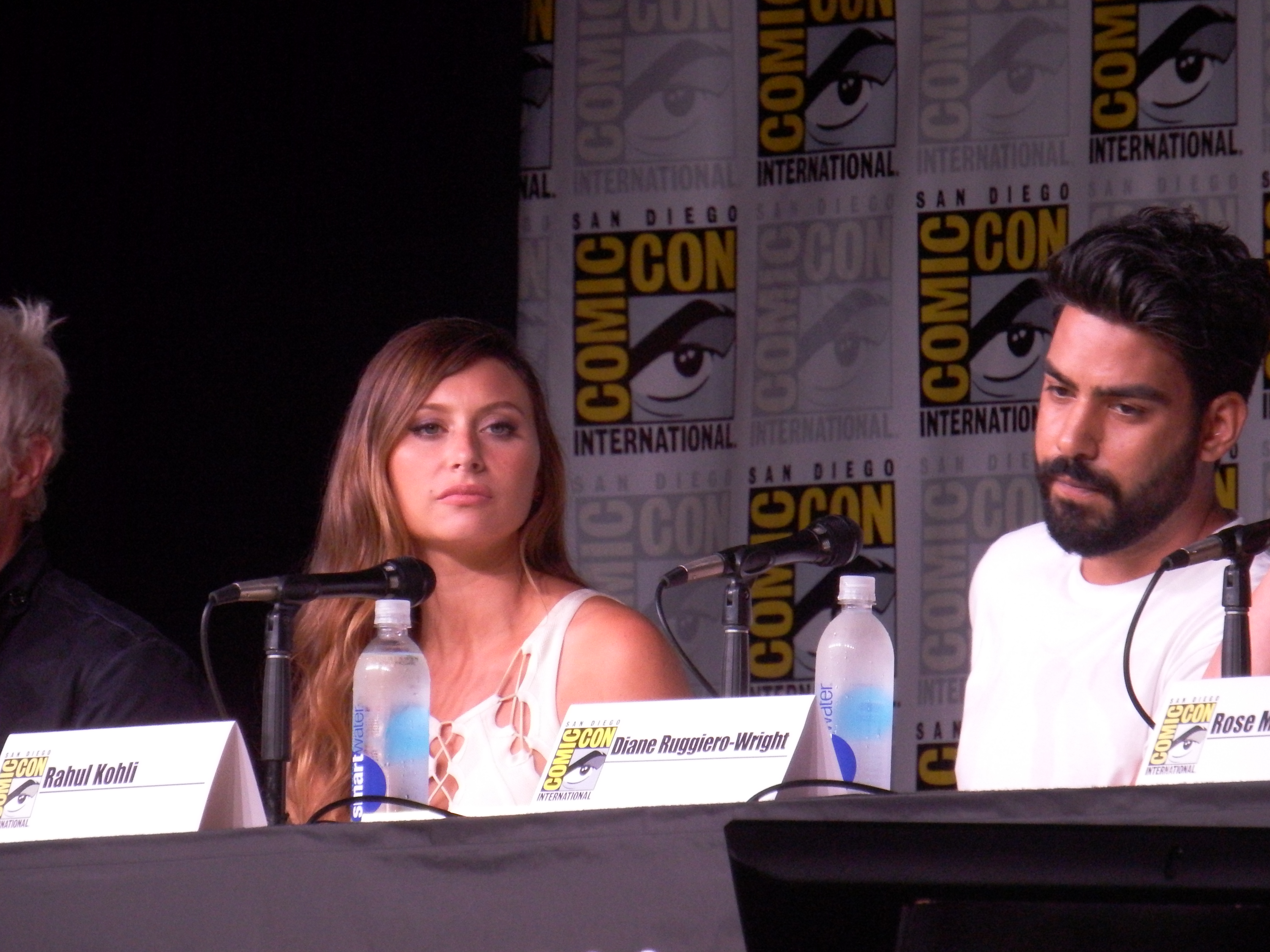
L'actrice aux côtés de son partenaire de iZombie, Rahul Kohli, au San Diego Comic-Con 2016.

En février 2015, elle tourne l'épisode pilote d'une nouvelle série portée par Chevy Chase, qui n'est cependant pas commandé. En juin, elle retrouve sa sœur pour tenir les rôles principaux de la comédie dramatique Weepah Way for Now. Puis en novembre, elle interprète un rôle récurrent dans une nouvelle série fantastique diffusée par The CW, iZombie.
Alors que la deuxième saison est diffusée, où elle apparait dans quelques épisodes, elle retrouve sa sœur sous le nom d'Aly & AJ.
Par ailleurs, elle tourne une comédie dramatique indépendante, The Lears. Elle en partage l'affiche avec Bruce Dern, Sean Astin et Anthony Michael Hall. Le film sort en avril 2017. Le même mois, la troisième saison de iZombie est lancée, avec l'actrice promue désormais régulière.
Parallèlement, elle joue dans la série comique Ryan Hansen Solves Crimes on Television.
Elle joue aussi dans le Thriller The Roomate en tant que Rebecca.

## Vie privée
Depuis décembre 2012, Alyson est la compagne du producteur de cinéma Stephen Ringer — rencontré sur le tournage du film Sequoia. Après s'être fiancés le 8 juillet 2014,,, ils se sont mariés le 7 juin 2015 à Portofino, en Italie,,. Ils ont un fils, Jack Francis Ringer, né le 21 avril 2024.

## Filmographie

### Cinéma
- 2006 : Les Sœurs Callum :Taylor
- 2007 : Super Sweet 16: The Movie : Taylor
- 2009 : College Rock Stars : Charlotte Barnes
- 2010 : Easy Girl (Easy A): Rhiannon
- 2011 : The Roommate : Tracy Morgan
- 2013 : Crazy Kind of Love (en) : Janeen
- 2013 : Copains pour toujours 2 : Savannah
- 2014 : Sequoia : Riley
- 2014 : Killing Winston Jones : Cookie Jones

### Télévision
- 2004 - 2006 : Phil du futur (série télévisée) : Keely Teslow
- 2005 : Le Manoir de la magie (téléfilm) : Allyson Miller
- 2006 : Haversham Hall (téléfilm) : Hope Mason
- 2006 : Les Sœurs Callum (téléfilm) : Taylor Callum
- 2007 : Super Sweet 16: The Movie (téléfilm) : Taylor
- 2010 - 2011 : Hellcats (série télévisée) : Marti Perkins
- 2011 : Les Experts : Manhattan (CSI: NY) (série télévisée) : Miranda Beck
- 2013 : Mon oncle Charlie : Brooke
- 2014 : Anger Management : Lauren
- 2015 - 2019 : iZombie : Peyton Charles
- 2016 : MacGyver : Frankie (S1E19 et S5E7)
- 2021 : Coup de foudre à Sand Dollar Cove (téléfilm) : Elli Everson
- 2022 : Good Doctor: (S5E09)

## Discographie
- 2009 :
  - Amphetamine (pour College Rock Stars)
  - I Want You to Want Me (pour College Rock Stars)
  - Someone to Fall Back On (pour College Rock Stars)
- 2010 :
  - Brand New Day (pour Hellcats)
  - Belong Here (pour Hellcats)